# パトリシア・ロバーツ・ハリス
パトリシア・ロバーツ・ハリス（Patricia Roberts Harris, 1924年5月31日 - 1985年3月23日）は、アメリカ合衆国の政治家。ジミー・カーター政権で住宅都市開発長官、保健教育福祉長官、保健福祉長官を務めた。またアフリカ系アメリカ人女性としてはアメリカ史上初めて大使に就任した人物であり、1965年のリンドン・ジョンソン政権で駐ルクセンブルク大使を務めた。

## 生い立ちと初期の経歴
1924年5月31日にイリノイ州マツーンに誕生した。父親のバート・フィッツジェラルド・ロバーツ (Bert Fitzgerald Roberts) は、鉄道の食堂車で給仕を務めていた。
1945年にハワード大学を首席で卒業した。ハワード大学において、友愛会のファイ・ベータ・カッパに加入した。そしてハワード大学卒業後に1949年までシカゴ大学とアメリカン大学に研究生として所属した。
1955年にハワード大学で知り合った法学の教員であるウィリアム・ビースリー・ハリス (William Beasley Harris) と結婚した。

## 初期の職歴
1960年にジョージ・ワシントン大学法科大学院を修了した。ハリスは弁護士として認可を受け、同年に司法省に入省した。ハリスは司法省において刑事部に配属され、上告調査課所属の弁護士として勤務した。ハリスは司法長官ロバート・ケネディと知り合い、職業的友情を築いた。
1961年に司法省を離れ、ハーバード大学で副学部長となった。ハリスはハーバード大学法科大学院で法学の講師を務めた。1963年に正教授に昇任し、1969年にはハーバード大学法科大学院の学部長となった。

## 政治への関与

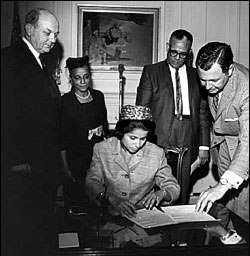
駐ルクセンブルク大使への就任宣誓に署名するハリス

1963年にジョン・F・ケネディ大統領から、女性公民権委員会の共同議長に任命された。1964年に民主党全国大会のコロンビア特別区代表に選任され、民主党全国大会に出席した。ハリスは1964年アメリカ合衆国大統領選挙の候補者氏名でリンドン・ジョンソンを支持した。ハリスはジョンソンの選挙運動に参加し、ジョンソンの勝利に貢献した。
1965年にリンドン・ジョンソン政権が誕生すると、ジョンソン大統領はハリスを、駐ルクセンブルク大使として任命した。アメリカ史上、黒人かつ女性の大使は初のケースとなった。ハリスは1967年まで大使を務めた。
1972年にハーバード大学法科大学院の学部長を退き、ワシントンD.C.の法律事務所に加わった。ハリスは1972年に資格審査委員会の委員長に指名され、1973年には民主党全国委員会の全州代表に選任された。

## ジミー・カーター政権
1976年アメリカ合衆国大統領選挙でジミー・カーターが勝利すると、カーターは閣僚にハリスを加えると表明した。カーターはハリスの有能性・真摯な献身性を評価した。1977年にカーター政権が発足すると、カーター大統領はハリスを住宅都市開発長官に任命した。ハリスは1979年に保健教育福祉長官に転任した。
1979年10月に教育省組織法が可決すると、保健教育福祉省は保健福祉省と教育省に分離された。ハリスは保健福祉省の初代長官となり、カーター大統領の任期満了となる1981年まで保健福祉長官を務めた。

## 晩年
1982年にワシントンD.C.の市長に立候補したが、落選した。同年にジョージ・ワシントン大学法科大学院で正教授に就任した。ハリスはその後、1985年に死去するまで教授職を務めた。
1985年3月23日にジョージ・ワシントン大学病院において、乳癌により死亡した。ハリスの遺体はワシントンD.C.のロッククリーク墓地に埋葬された。